# Ethiopian-Airlines-Flug 604
Der Ethiopian-Airlines-Flug 604 (Flugnummer ET604) war ein Inlandslinienflug der Ethiopian Airlines von Addis Abeba nach Asmara. Am 15. September 1988 ereignete sich auf diesem Flug ein schwerer Flugunfall, als eine Boeing 737-260 nach einem planmäßigen Zwischenstopp in Bahir Dar unmittelbar nach dem Start zum Weiterflug mit einem Schwarm Guineatauben kollidierte. Es kam zu einem doppelten Triebwerksausfall, die Piloten mussten notlanden, woraufhin 35 Passagiere starben.

## Flugzeug
Bei dem verunglückten Flugzeug handelte es sich um eine Boeing 737-260, die zum Zeitpunkt des Unfalls ein Jahr alt war. Die Maschine wurde im Werk von Boeing in Renton im Bundesstaat Washington montiert und absolvierte am 2. Oktober 1987 ihren Erstflug, ehe sie am 29. Dezember 1987 neu an Ethiopian Airlines ausgeliefert wurde. Das Flugzeug trug die Werksnummer 23914, es handelte sich um die 1456. Boeing 737 aus laufender Produktion. Die Maschine wurde mit dem Luftfahrzeugkennzeichen ET-AJA zugelassen. Das zweistrahlige Schmalrumpfflugzeug war mit zwei Triebwerken des Typs Pratt & Whitney JT8D-17A ausgestattet. Bis zum Zeitpunkt des Unfalls hatte die Maschine eine kumulierte Betriebsleistung von 1377 Betriebsstunden bei 1870 Starts und Landungen absolviert.

## Flugverlauf
Der erste Flugabschnitt von Addis Abeba nach Bahir Dar wurde ohne besondere Vorkommnisse geflogen. Den Weiterflug nach Asmara traten neben den 6 Besatzungsmitgliedern 98 Fluggäste an. Um 9:50 Uhr wurden die Triebwerke gestartet und die Maschine rollte von ihrer Parkposition zur Startbahn. Die Piloten teilten mit, dass sie beschlossen hatten, keine Triebwerkszapfluft beim Startlauf zu nutzen, um so mehr Schub zu gewinnen.

## Unfallhergang
Die Maschine startete in südwestlicher Richtung und wurde zu diesem Zeitpunkt vom Ersten Offizier gesteuert. Der Beschleunigungsvorgang verlief routinemäßig. Nach dem Erreichen der Entscheidungsgeschwindigkeit und kurz vor Erreichen der Abhebegeschwindigkeit sahen die Piloten, wie ein Schwarm Guineatauben links vor ihnen aufflatterte. Der Kapitän übernahm zu diesem Zeitpunkt das Steuer vom Ersten Offizier und ließ die Maschine rotieren. Gleich darauf stieß die Maschine mit einem Teil des Taubenschwarms bei einer Geschwindigkeit von 146 Knoten (ca. 270 km/h) zusammen. Laute Knallgeräusche waren zu hören. Im nächsten Moment ließ der Erste Offizier auf Anweisung des Kapitäns das Fahrwerk einfahren.
In einer Höhe von 100–200 Fuß über dem Boden (ca. 30–60 Meter) gerieten die Triebwerke in Brand. Die Besatzung meldete, dass die Maschine einen massiven Schubverlust erlitten habe. Der Kapitän drückte daraufhin die Schubhebel voll durch, woraufhin die Triebwerke reagierten und die Maschine etwas Höhe gewinnen konnte. Dies ermutigte den Kapitän, eine Rechtskurve zu fliegen, mit der er die Maschine vom Tanasee weg- und zum Flughafen zurücksteuerte. Innerhalb der ersten 32 Sekunden nach dem Zusammenstoß mit den Vögeln hatte die Maschine 290 Fuß (ca. 88 Meter) an Höhe gewonnen und flog damit in 6020 Fuß (ca. 1835 Meter) über NN. Die Geschwindigkeit der Maschine war auf 154 Knoten (ca. 285 km/h) gestiegen.
Wie die Piloten berichteten, hätten die Triebwerke weiter gepumpt, während die Anzeigen für die Temperatur der Triebwerksabgase in den Endbereich gestiegen sei. Die Anzeigen für den Triebwerksdruck pendelten im Bereich von 1,6. Der Kapitän habe dann den Schub gedrosselt, um die Triebwerke zu schonen. Mit der Schubminderung verringerte sich das Pumpen der Triebwerke. Die Piloten flogen eine 90-Grad-Kurve bei gleich bleibender Höhe, die Geschwindigkeit erhöhte sich auf 162 Knoten (ca. 300 km/h). Sie flogen eine weitere Rechtskurve, um die Maschine in den Gegenanflug für eine Platzrunde zur Landebahn 04 des Flughafens Bahir Dar zu bringen. Die Flughöhe war auf 6410 Fuß (1954 Meter) gestiegen, die Fluggeschwindigkeit auf 173 Knoten (ca. 320 km/h). Die Maschine stieg weiter auf 7100 Fuß (ca. 2164 Meter). In den folgenden fünf Sekunden verloren plötzlich beide Triebwerke jeglichen Schub.
Mit dem Flammabriss in den Triebwerken wurde eine Rückkehr zu dem mehr als 10 Kilometer entfernten Flughafen Bahir Dar unmöglich. Die Piloten mussten die Maschine notlanden. Der Erste Offizier deutete auf eine freie Fläche, die leicht rechts von der Flugbahn der Boeing lag. Der Kapitän steuerte auf diese zu und führte eine Notlandung mit eingefahrenem Fahrwerk durch. Die Maschine brach dabei auseinander und ein Feuer brach aus. Die Maschine wurde evakuiert. Die sechsköpfige Besatzung konnte sich retten, jedoch starben 35 der 98 Passagiere.

## Flugnummer
Wie in der zivilen Luftfahrt bei manchen Fluggesellschaften üblich, führt Ethiopian keine Flüge unter Flugnummern durch, unter denen sich ein Flugunfall mit vielen Opfern ereignet hat, so etwa im Falle von ET961, ET409 und ET302. Dessen ungeachtet werden unter der Flugnummer ET604 weiterhin Flüge durchgeführt; dabei handelt es sich jedoch um einen Interkontinentalflug von Addis Abeba nach Peking.

## Ähnliche Zwischenfälle
- US-Airways-Flug 1549: Notlandung eines Airbus A320 nach komplettem Triebwerksausfall nach Zusammenstoß mit Kanadagänsen kurz nach dem Start
- Scandinavian-Airlines-Flug 751: Notlandung einer McDonnell Douglas MD-81 nach komplettem Triebwerksausfall durch herabfallendes Eis von den Tragflächen